# Abbos Atoyev
Abbos Atoev est un boxeur ouzbek né le 7 juin 1986 à Qulkhatib.

## Carrière
Médaillé de bronze aux Jeux olympiques de Londres en 2012, sa carrière amateur est également marquée par un titre de champion du monde à Milan en 2009 et par une médaille d'argent aux Jeux asiatiques de 2010 à Canton dans la catégorie poids moyens.

## Palmarès

### Jeux olympiques
- Médaille de bronze en -75 kg aux Jeux de 2012 à Londres, Angleterre
- Participation aux Jeux de 2008 à Pékin, Chine

### Championnats du monde
- Médaille d'or en -75 kg en 2009 à Milan, Italie

### Coupe du monde de boxe
- Médaille d'argent en -81 kg en 2008 à Moscou, Russie

### Jeux asiatiques
- Médaille d'argent en -75 kg en 2010 à Canton, Chine